# Szegény Dzsoni és Árnika (film)
A Szegény Dzsoni és Árnika 1983-ban bemutatott magyar film, amely Lázár Ervin azonos című meséje alapján készült. Az élőszereplős játékfilm rendezője és írója Sólyom András. A zenéjét Márta István szerezte. Műfaja fantasy-kalandfilm. A mozifilm a Mafilm Játékfilmstúdió gyártásában készült, a MOKÉP forgalmazásában jelent meg. 
Magyarországon 1983. június 9-én mutatták be a mozikban. A filmben statisztaként megjelenik Orbán Viktor későbbi miniszterelnök is.

## Cselekmény
Lázár Ervin legendás meséje Dzsoniról szól, aki szabad emberként vándorol a világban. A legszabadabb és a legszegényebb, mert nem tartozik senkihez és nincs semmije. Csodálatos tájakon vándorol, mígnem egy kunyhóhoz nem érkezik. Ettől kezdve megváltozik az élete. A Százarcú Boszorka gonosz varázslatával elátkozza, és sokat kell még küzdenie, hogy feleségül vehesse szerelmét, Árnikát, a bölcs Östör király leányát.
Kálváriája közben a hírhedett rablóval, Ipiapaccsal is összehozza a sors. De szerepet kap a Világhírű SC – ahol a gömbérzék elengedhetetlen – és Rézbányai Győző sértődékenysége is.

## Szereplők
- Puskás Tamás – Dzsoni
- Nyertes Zsuzsa – Árnika
- Törőcsik Mari – Százarcú Boszorkány
- Bujtor István – Östör király
- Balázsovits Lajos – A lovag
- Bánhidi László – A pásztor
- Hollósi Frigyes – Az udvarmester
- Galkó Balázs – A hasfájós testvér
- Horváth László – Ipiapacs

További szereplők: Bregyán Péter, Csákvári Nagy Lajos, Dóczy Péter, Fakan Balázs, Harkányi János, Krémer József, Kádár Flóra, Kari Györgyi, Kuna Károly, Matus György, Mezey Lajos, Orbán Viktor, Pethes Csaba, Pusztai Péter, Raimann János, Remsey Iván, Szalay Zita, Szurdi Miklós, Teszáry László

## Rádiójáték
A film előtt még 1981-ben a Magyar Rádióban kétrészes rádiójáték készült belőle. A rádiójátékot 1981. április 19-e és 20-a között mutatták be. Később 1982-ben megjelent hanglemezen is a Hungaroton hanglemezgyártó vállalat kiadásában.
Szereposztás:
- Mesélő: Vajda László
- Kislány: Grünwald Kati
- Szegény Dzsoni: Derzsi János
- Árnika: Udvaros Dorottya
- Százarcú boszorka: Törőcsik Mari
- Östör király: Buss Gyula
- Főszámolnok: Greguss Zoltán
- Udvarmester: Velenczey István
- Öregasszony: Báró Anna
- Ipiapacs: Stettner Ottó
- Rézbányai Győző: Szabó Gyula
- A Hétfejű Tündér: Kútvölgyi Erzsébet
- közreműködött: Balikó Tamás, Benedek Gyula, Bezerédi Zoltán, Farkas Antal, Horváth Péter, Máté Gábor, Németh János, Salinger Gábor, Sebestyén András, Sipos András és a Nemzeti Színház Stúdiójának tagjai

Alkotók:
- Írta: Lázár Ervin
- Zene: A Kaláka népzenei feldolgozásaiból
- Zenei munkatárs: Molnár András
- Dramaturg: Molnár Magda
- Rendező: Sólyom András

## Érdekesség
- Orbán Viktor – húszévesen – szereplője a filmnek. Annak a rablóbandának egy tagját alakítja, akik Dzsoni segítségével focistakarriert futnak be. Nem szólal meg a filmben.[2]

## Televíziós megjelenések
- MTV-1 / TV-1, Duna TV, TV2, Filmmúzeum
- M1, M2, Magyar Mozi TV
- Magyar Mozi TV